# Ochranoxia semiflava
Ochranoxia semiflava is een keversoort uit de familie bladsprietkevers (Scarabaeidae). De wetenschappelijke naam van de soort is voor het eerst geldig gepubliceerd in 1883 door Kraatz.